# 馬其頓的格勞西亞斯
格勞西亞斯，前四世紀人物，是馬其頓亞歷山大大帝麾下的騎兵軍官，曾追隨亞歷山大長征。他在高加米拉戰役出戰，率領夥友騎兵其中一個中隊。他很可能在繼業者戰爭中出仕於卡山德的陣營，並接受卡山德的命令在安菲波利斯的一處要塞之中軟禁名義上年幼的國王亞歷山大四世，和其母親羅克珊娜。大約於前310年前後卡山德密令格勞西亞斯秘密毒殺了這對母子。

## 來源
- Who's Who in the Age of Alexander the Great by Waldemar Heckel ISBN 978-1-4051-1210-9